# معركة ساورج
دارت معركة ساورجيو في الفترة من 24 إلى 28 أبريل 1794 بين جيش الجمهورية الفرنسية الأولى بقيادة بيير جادارت دوميربيون وجيوش مملكة سردينيا - بيدمونت ومملكة هابسبورغ بقيادة جوزيف نيكولاس دي فينس. كان جزءًا من هجوم فرنسي ناجح للاستيلاء على المواقع الاستراتيجية في جبال الألب البحرية وجبال الألب الليغورية، وعلى ساحل البحر الأبيض المتوسط. وضعت القيادة على المعركة من قبل أندريه ماسينا للفرنسيين ومايكل أنجلو أليساندرو كولي مارشي عن التحالف. تقع ساوريجيو في فرنسا بالقرب من الحدود الايطالية، حوالي 70 كيلومتر (43 ميل) شمال شرق نيس، في وقت المعركة كانت المدينة تسمى ساورجيو وتنتمي إلى مملكة سردينيا - بيدمونت.
منذ سبتمبر 1792 قاومت دفاعات بيدمونت حول ساورجيو، في أوائل أبريل 1794 ضرب الفرنسيون الشمال الشرقي على طول الريفيرا الإيطالية، واستولوا بسرعة على ميناء أونيليا الصغير. من هناك توجه ماسينا شمالًا للاستيلاء على بلدتين في وادي تانارو العلوي قبل أن تتجه غربًا لتطويق المواقع حول ساورجيو. بعد بعض القتال، انسحب النمساويون البيدمونتيون إلى الجانب الشمالي من كول دي تيندي (تندا باس) الذي احتله الفرنسيون. استولت قوات دوميربيون أيضًا على جزء كبير من الريفيرا الإيطالية. حدث هذا الإجراء خلال حرب التحالف الأول، وهي جزء من الحروب الثورية الفرنسية. الاشتباك مهم في التاريخ العسكري لأن من وضع خطة الهجوم هو جنرال مدفعية شاب اسمه نابليون بونابرت.

## خلفية
كانت مملكة سردينيا - بيدمونت في وضع غير موات للحرب مع فرنسا لأن اثنتين من أراضيها تقع على الجانب الفرنسي من جبال الألب. كانت هذه الأراضي هي مقاطعة نيس على ساحل البحر الأبيض المتوسط ودوقية سافوي في الشمال. إدراكًا لموقفه المحرج حاول الملك فيكتور أماديوس الثالث ملك سردينيا تأمين تحالف مع هابسبورغ النمسا في نفس الوقت الذي أجرى فيه محادثات دبلوماسية مع الفرنسيين. في ربيع عام 1792، اندلعت الحرب بين الجمهورية الفرنسية الأولى وسردينيا. أمرت الحكومة الفرنسية الجنرال مونتسكيو بغزو منطقة سافوا في 15 مايو، لكن ذلك الضابط قرر أنه بحاجة إلى مزيد من الوقت للاستعداد. خلال الصيف، طلب الملك السرديني من النمسا الحصول على مساعدة عسكرية، في 22 سبتمبر وافقت النمسا أخيرًا على توفير فيلق مساعد قوامه 8000 جندي تحت قيادة فيلدمارشاليوتنانت ليوبولدو لورينزو كونت ستراسولدو. ومع ذلك جاءت اتفاقية ميلانو بعد فوات الأوان.

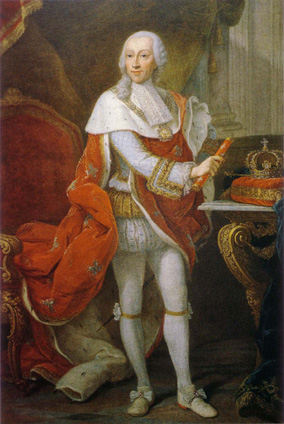
الملك فيكتور أماديوس الثالث

في 21 سبتمبر 1792، غزا مونتسكيومنطقة سافوا وانهارت المقاومة. أبلغ اللواء حكومته أن الشعب رحب بجيشه. تم احتلال بلدة شامبيري في 24 سبتمبر. اقتنع الجنرال السرديني لازاري صاحب 70 عامًا أنه غير قادر على تشكيل دفاع فعال. استولت قوة فرنسية ثانية على نيس دون إراقة دماء في 27 سبتمبر واستولت على فيلفرانش سور مير بعد يومين. بناءً على طلب قادتها، تم دمج سافوي في فرنسا في 27 نوفمبر. في 23 سبتمبرأبحر سرب من البحرية الفرنسية بقيادة الأدميرال لوران جان فرانسوا تروجيت إلى ميناء أونيغليا في بيدمونت حيث نزلت كتيبة قوامها 800 فرد. نهب الجنود البلدة وقتلوا بعض الرهبان قبل أن يعودوا إلى سفنهم مرة أخرى. في 18 نوفمبر 1792، صدت سردينيا خصومها في سوسبيل (سوسبيلو) . انسحب الفرنسيون إلى ليسكارين لتامين أماكن للشتاء.
فزع الملك فيكتور أماديوس الثالث ملك سردينيا من عجز جنرالاته، وتوسل النمساويين لإرسال قائد لتوجيه الجيوش النمساوية وبيدمونت المشتركة. عينت الحكومة النمساوية فيكتور امادوس الثالث لملء المنصب في 21 ديسمبر 1792. ومع ذلك كانت النمسا تدرك أن الفرنسيين كانوا يحاولون التفاوض على سلام مع سردينيا، ولم يكن النمساويون يثقون تمامًا في حليفهم. أذهل إعدام الملك لويس السادس عشر ملك فرنسا في 21 يناير 1793 رؤساء أوروبا وزاد من عزلة فرنسا.

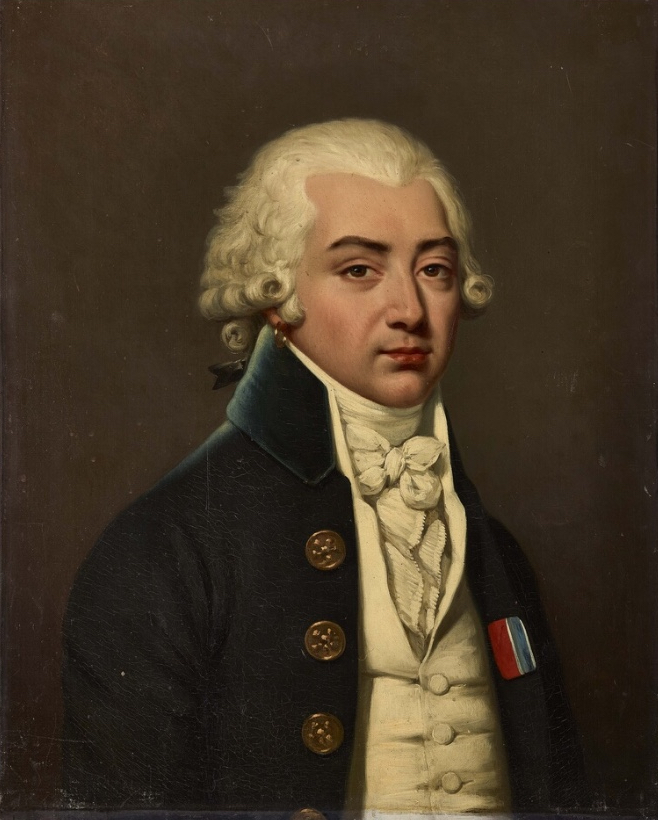
دوق بيرون

في 28 فبراير 1793، قاتل 12000 جندي فرنسي بقيادة الجنرال أرمان لويس دي جونتوت، دوق بيرون، مع 7000 جندي سردينيا تحت قيادة تشارلز فرانسوا ثون، كونت سانت أندريه في ليفينز. في هذا النجاح الفرنسي، خسر كل جانب 800 ضحية. بالإضافة إلى ذلك، استولى الفرنسيون على اثنين من مدافع عدوهم الستة. احتل جيش سردينيا موقعًا دفاعيًا قويًا في ساورجيو، مما منع الوصول إلى مرتفعات توند ذات الأهمية الاستراتيجية.  في 8 يونيو 1793، حقق الجيش الإيطالي بقيادة الجنرال غاسبار جان بابتيست برونيه انتصارًا طفيفًا على سيردينيا في منطقة لوأون بيك غرب ساورجيو. اشتبكت القوات مرة أخرى في معركة ساورجيو الأولى في 12 يونيو. هذه المرة هزم الفرنسيون. كانت وحدات سردينيا المشاركة في هذه المعارك عبارة عن كتيبتين من كل من فوج المشاة كاتشيتوري وسويسرا المسيح ، كتيبة واحدة لكل من أفواج مشاة سالوزو وسردينيا ولومباردي . شاركت أيضًا وحدتان من المتطوعين الفرنسيين، كتيبة غرينادير الأولى والثالثة والخامسة، وفوج مقاطعة فرشيلي، كاسال، وأكي. كان الهجوم «غير مدروس» وانتهى بـ «كارثة».

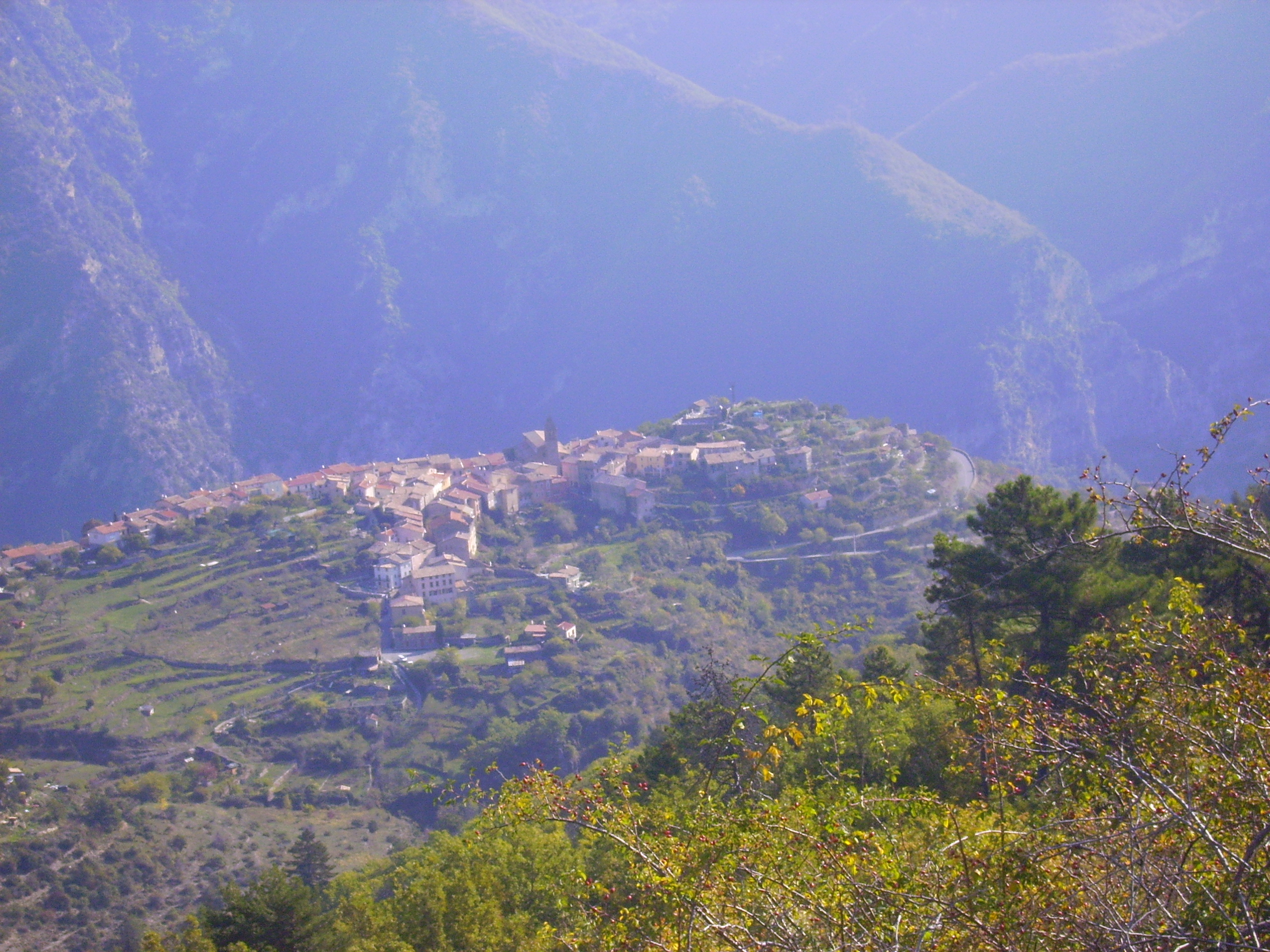
موقع القتال في أوتيل في 21 أكتوبر 1793.

حاول الحلفاء شن هجوم مضاد، لكن هذا الجهد أعاقه بطء القائد الجديد. خطط دو فينس لاستعادة كل من سافوا ونيس، وهو ما اعترض عليه عدد من الضباط. لأنه عانى بشدة من النقرس، خطط دو فينس للسيطرة على كلا الهجومين من العاصمة تورينو. كان على دوق مونتفيرات، الذي قاد الغزو المضاد لسافوا، أن يتبع الأوامر اليومية الصارمة من دوفينس. كانت تورينوبعيدة 45 ميل (72 كـم) ، والترتيبات غير عملية. في هذا الحدث، صدت قوة فرنسية بقيادة الجنرال فرانسوا كريستوف دي كيلرمان جيش سافوا في معركة إبيير في 15 سبتمبر 1793. تكبد الفرنسيون 500 ضحية من أصل 8000 جندي، بينما فقد سردينيا 1000 رجل من أصل 6000.
تم توجيه كونت سانت أندريه للتقدم إلى نيس من ساورجيو. كان هذا الجهد صعبًا بسبب التوتر بين سان أندريه ومساعده النمساوي فيلدمارشال مايكل أنجلو أليساندرو كولي مارشي. في غضون ذلك، نجح رئيس الأركان دي فينس، في الحصول على علاقات سيئة مع معظم ضباط جيش بييمونتي. في هذا الوقت، تمردت أجزاء من جنوب فرنسا ضد الحكومة الثورية. كان لا بد من إرسال قوات جمهورية فرنسية كبيرة لقمع التمرد في حصار طولون، مما أعطى سيردينيا فرصة لاستعادة أراضيها المفقودة. غادر الملك فيكتور أماديوس ودي فينس العاصمة في أغسطس للإشراف على الجبهة الجنوبية حيث خططوا لبدء عملياتهم في 7 سبتمبر. في 18 أكتوبر، هزمت ست كتائب سردينية من أفواج مشاة أوستا وغوارديا وبيدمونت الفرنسيين في جيليت. بعد ثلاثة أيام، كانت هناك مناوشات غير حاسمة في أوتيل شملت غريناديرس الخامس. انتهى الهجوم عندما تساقطت ثلوج كثيفة في الجبال، مما أجبر الملك على التخلي عن الحملة والعودة إلى عاصمته في نوفمبر.

## معركة

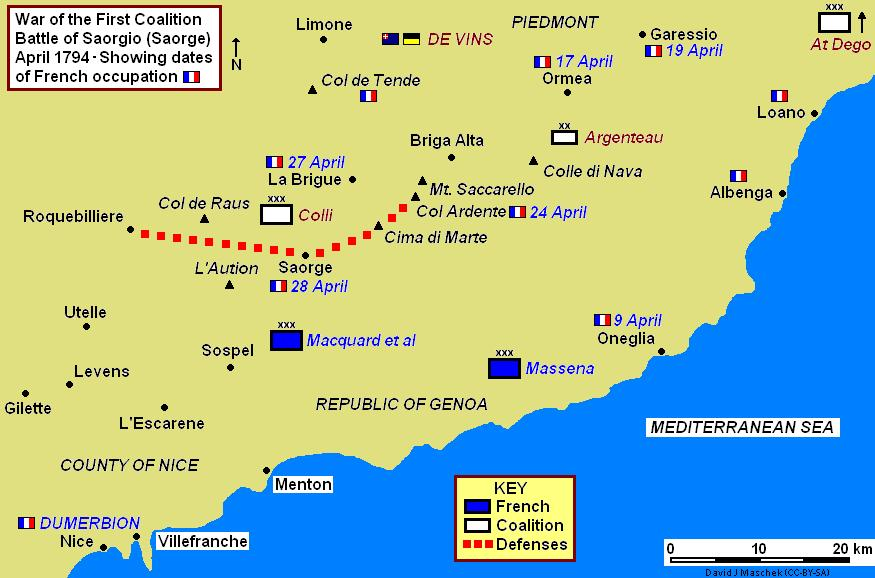
تُظهر هذه الخريطة حملة معركة ساورجيو في أبريل 1794. يتم عرض تقدم الهجوم الفرنسي بالأعلام والتواريخ حيثما كانت معروفة. بينما كان جيش دوميربيون الرئيسي يبحث في خطوط التحالف ، أطلق جناح ماسينا خطافًا يمينًا عريضًا يحيط بدفاعات العدو.

في بداية عام 1794، احتل البيدمونتيون موقعًا دفاعيًا هائلاً امتد من روكويبيليير في الغرب عبر كول دي راوس ولأوشن بيك وكولي باس إلى ساورجيو اورجيوان الخط قوياً لدرجة أن التحرك نحو الشرق بدا وكأنه تحرك واضح. خشي جنرال سردينيا ديليرا من أن يستولي الفرنسيون على كولي دي نافا شمال غرب أونيغليا. أراد احتلال بريجا التا شمال شرق ساورجيو. رفض دو فينس بذالك، أقنع ديليرا قائد الجيش بنقل قوة نمساوية من وادي نهر بو إلى ديغو. بالإضافة إلى ذلك، أمر دي فينس 4000 جندي من سردينيا لحماية المنطقة المحيطة بأونيغليا.
قاد الجنرال الفرنسي بيير جادارت دوميربيون الجيش الإيطالي. كان كفؤًا لكنه كبيرفقد ارسل عددا كبيرا من اُلجنرالات إلى المقصلة. عانى اثنان من أسلافه من هذا المصير، برونيه في 15 نوفمبر 1793  وبيرون في 31 ديسمبر 1793. من أجل الابتعاد عن المشاكل صمم دوميربيون على استشارة الممثلين الأقوياء قبل التصرف. في ذلك الوقت، كان الممثلان هما أوغسطين روبسبير وأنطوان كريستوف ساليسيتي وكلاهما تأثر بجنرال نابليون بونابرت الذي تمت ترقيته حديثًا، قائد مدفعية الجيش الجديد. وضع بونابرت خطة إستراتيجية واستمع دوميربيون. خطط بونابرت لإطلاق حملة باتجاه الشمال الشرقي على طول الساحل للاستيلاء على اونجليا، وهو عش من سردينيا كان يفترس تجارة الحبوب في جنوة إلى نيس. من اونجليا، يتجه الفرنسيون شمالًا للاستيلاء على اورميا، وتطويق دفاعات العدو من الشرق. أثناء تنفيذ هذه التحركات، كان الجيش الرئيسي سيلهي دفاعي التحالف بالتقدم مباشرة نحو سورج. من جيش دوميربيون الميداني الذي يبلغ قوامه 43 ألف فرد، شكل 20 ألف رجل القوة المهاجمة، مقسمة إلى ثلاثة أعمدة واحتياطي.

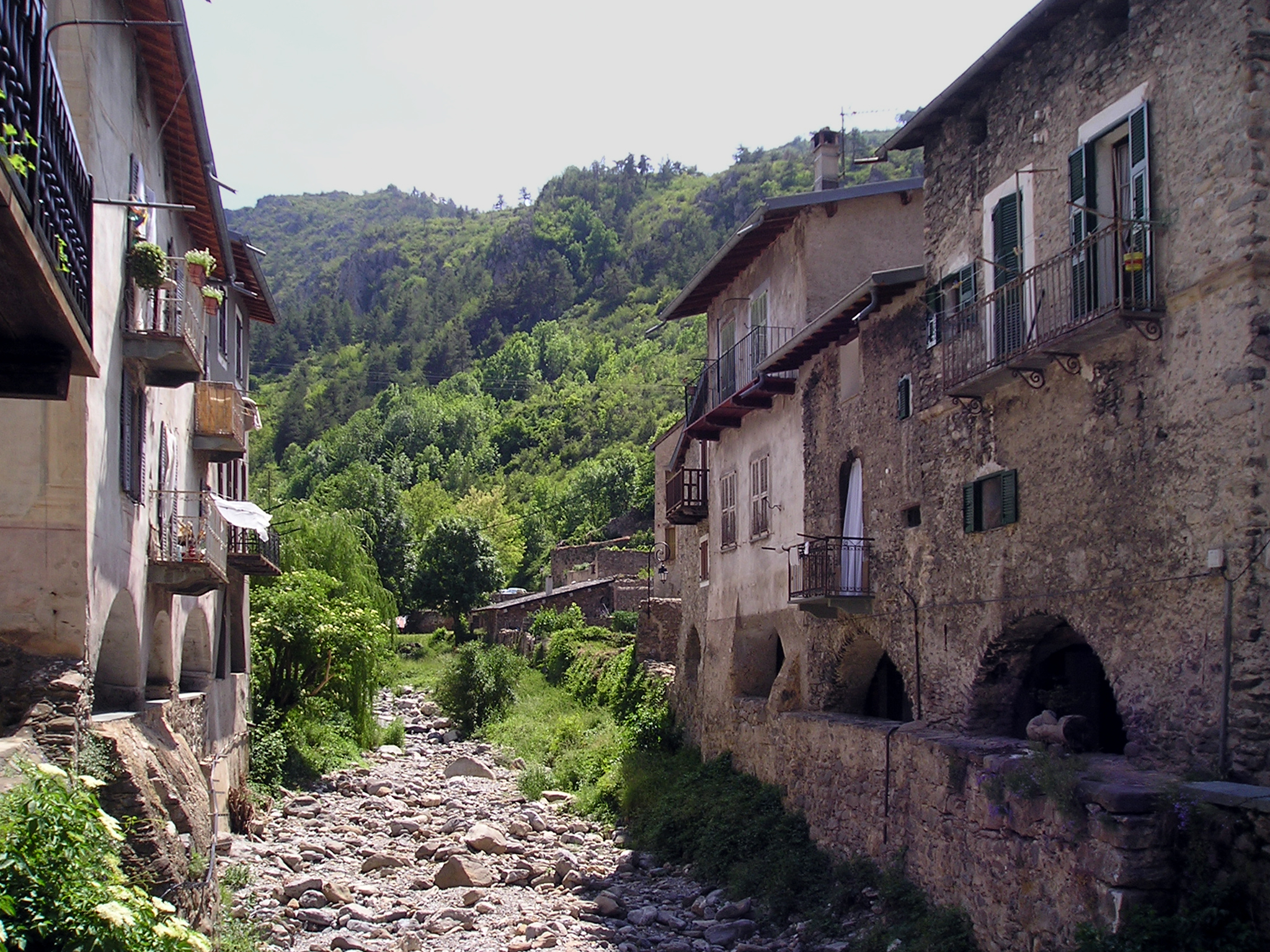
بلدة لا بريج

في 6 أبريل 1794، افتتح دوميربيون الهجوم. عبر الأراضي المحايدة التابعة لجمهورية جنوة، استولى الفرنسيون على ميناء اونجليا في التاسع. احتل أرجينتو الذي قاد فرقة بييدمونت المحلية أورميا وقام بتشكيل كتائبه العشر في محاولة لربط دفاعات ساورج في الغرب مع ديغو في الشرق.تقدم الجنرال أندريه ماسينا، تجاهل رجاله أرجنتو واستولوا على أورميا في حوالي 17 أبريل وجاريسيو في التاسع عشر. كولي القائد المعين حديثًا في ساورج، وجد الآن أن منصبه كان محاطًا بالالتفاف. نصح دو فينس بالاحتفاظ بالمنصب ولكن لإرسال أي قوات غير ضرورية للدفاع الفوري. كانت العلاقات بين الحلفاء سيئة للغاية في هذا الوقت لدرجة أن بعض ضباط بييدمونت اعتقدوا أن دي فين كان يخطط لخيانتهم. على الجانب الفرنسي، ادعى أوغست مارمونت أن دوميربيون المريض بقي في نيس خلال العملية بأكملها.
في 24 أبريل كان هناك اشتباك في ساورج، حيث تقدم الجيش الفرنسي الرئيسي شمالًا. شمل المدافعون عن كولي ثلاث كتائب من فوج المشاة . 19، الكتيبة الثالثة من فوج المشاة ستراسولدو رقم. 27، الكتيبتان الأولى والثانية من فوج مشاة الأرشيدوق أنطون رقم. 52، والكتيبتان 2 و 9 من فوج مشاة كارلستاد جرينز. في نفس اليوم، هاجم ماسينا بنجاح العقيد الأرجنتيني بفرقة اللواء أميدي إيمانويل فرانسوا لاهاربي. في 27 أبريل، استولى الفرنسيون على لا بريجو، وألحقوا خسائر فادحة بسردينيا.

## النتائج
استولى الفرنسيون على ساورجيو في 28 أبريل بعد انسحاب كولي. تخلى عن مرتفعات توند وتراجع إلى، شمال الممر. في أوائل مايو، عاد كولي إلى سان دالمازو بالقرب من قلعة كونيو.  على الساحل، تقدم الفرنسيون للاستيلاء على ألبينجا ولوانو .  احتل الجنرال فرانسوا ماكوارد كول دي تيندي، بينما نشر ماسينا في أقصى الشرق قواته لتثبيت التلال بين أورميا ولوانو. في القتال بالقرب من سورج، ذكر المؤرخ ديجبي سميث أن الخسائر الفرنسية بلغت 1500 قتيل وجريح، بينما بلغ عدد ضحايا الحلفاء 2800. لا يتم إعطاء خسائر للمعارك الأخرى. 
اقترح بونابرت والممثلون في المهمة عملية جديدة لاستغلال النصر، لكن لازار كارنو رفضها. صدمت الهزيمة النمساويين وسردينيا بالتوقيع على معاهدة في 29 مايو. وعد سردينيا بالحفاظ على ممرات جبال الألب بينما تعهد النمساويون بالدفاع عن الساحل.  كان الإجراء التالي في المنطقة هو معركة ديجو الأولى في 21 سبتمبر 1794.